# Hilfe, ich hab meine Freunde geschrumpft
Hilfe, ich hab meine Freunde geschrumpft ist ein Film von Granz Henman aus dem Jahr 2021. Die Kinopremiere erfolgte am 2. September 2021. Der Film ist der dritte und letzte Teil der Hilfe-Trilogie und die Fortsetzung von Hilfe, ich hab meine Lehrerin geschrumpft (2015) und Hilfe, ich hab meine Eltern geschrumpft (2018).

## Handlung
Die uralte und verbiesterte Lehrerin Hulda Stechbarth startet einen neuen Versuch, das Otto-Leonhard-Gymnasium zu beherrschen. Mit Hilfe eines Rezepts aus dem Notizbuch des Schulgründers Otto Leonhard will sie dessen Geist für immer aus der Schule vertreiben. Doch der Schulgeist Otto Leonhard beugt vor und lehrt Felix, wie Menschen auf Puppengröße geschrumpft werden können.
Ella hat sich in Felix verliebt, scheitert aber immer wieder daran, ihm ihre Gefühle zu gestehen. Der neuen Mitschülerin Melanie begegnet sie, genau wie der Rest der Klasse, mit Skepsis, da plötzlich immer wieder Dinge gestohlen werden, darunter Felix Füller und Marios Handy. Außerdem ist sie eifersüchtig, weil Felix, der als einziger zu der Neuen hält, glaubt, sich in Melanie verliebt zu haben.
Auf Melanies Vorschlag hin fährt die Klasse auf Klassenfahrt in den Geburtsort Otto Leonhards in dessen altes Wohnhaus, in dem es spuken soll. Die gesamte Sammlung, inklusive des Notizbuchs, soll die Klasse dabei mitnehmen. Sie ist in Wahrheit Hulda Stechbarths Geheimagentin, die sich an Felix ranmachen soll. Michi und Lukas, die ebenfalls Huldas Komplizen sind, verabreichen allen mit Ausnahme von Felix und seinen Freunden Ella, Mario, Chris und Robert, die zufällig nicht anwesend sind, einen Schlaftrunk, sodass Melanie unbemerkt das Notizbuch stehlen kann. Melanie erkennt, dass sie sich wirklich in Felix verliebt hat und will bei Huldas Plan, die sie erpresst, nicht mehr mit machen. Sie bittet Felix um ein Treffen und möchte ihm alles sagen. Da Felix zuerst seinen Freunden nicht glauben will, dass Melanie für die Diebstähle verantwortlich ist, schrumpft er seine Freunde, damit sie das Treffen mit Melanie nicht stören können. Es kommt zum Streit und Melanie fährt mit dem Fahrrad weg – angeblich in ihr altes Elternhaus. Felix will seine Freunde wieder groß machen, muss aber erkennen, dass die dafür notwendige Zauberkugel verschwunden ist. Er vermutet, dass Melanie wirklich die Diebin sein könnte und sucht sie auf. Sie gesteht ihm, dass sie wirklich seinen Füller, Marios Handy und die Kugel gestohlen hat, von dem Notizbuch sagt sie ihm jedoch nichts. Sie erklärt ihm, dass sie unter Kleptomanie leidet und immer, wenn sie gestresst ist, zwanghaft etwas stehlen muss. Felix will aus der Flasche mit dem Schlaftrunk trinken. Um ihn abzuhalten, trinkt Melanie ebenfalls davon und kurz bevor beide sich küssen, schlafen sie ein.
Als Felix am nächsten Morgen aufwacht, sieht er aus dem Fenster und entdeckt Hulda Stechbarth. Er erkennt, dass seine Freunde die ganze Zeit über recht hatten und wendet sich enttäuscht von Melanie ab. Als er zu seinen Freunden zurückkehrt, sind diese von Michi und Lukas entführt worden. Um sie zu befreien, schrumpft er sich selbst klein und gelangt durch die Hundeklappe in das Haus, in dem sich Hulda und ihre Gehilfen aufhalten und seine Freunde gefangen halten. Es gelingt ihm, seine Freunde zu finden und zu befreien. Als er sich und die anderen wieder groß zaubern will, merkt er, dass seine Macht nicht mehr ausreicht, um die Zauberkugel in Bewegung zu setzen. Er gesteht seinen Freunden, dass er und nicht Otto Leonhards Geist sie geschrumpft hat, woraufhin es zum Zerwürfnis mit Ella kommt.
Unterdessen haben Hulda und ihre Gehilfen das Zaubermittel fertig und wollen damit in Otto Leonhards Schule fahren. Es gelingt Felix und seinen Freunden, unbemerkt auf das Auto zu gelangen. Dabei versöhnen sich Felix und Ella wieder. Ella will ihm erneut sagen, dass sie in ihn verliebt ist, aber Felix missversteht sie wieder und glaubt nun, trotz Melanies Verrat in diese verliebt zu sein. Er ruft Melanie an, die immer noch von Hulda gezwungen wird, bei ihrem Plan mit zu machen. Melanie schmuggelt ihn und seine Freunde in die Schule und verbündet sich mit ihnen. Hulda gelingt es allerdings, Otto Leonhards Geist erfolgreich aus der Schule zu vertreiben und seine Kräfte an sich zu nehmen. Felix gelingt es schließlich, nachdem Melanie ihm sagt, dass seine Fantasie nicht geschrumpft sei und seine Kraft ausreiche, seine Freunde und sich wieder groß zu zaubern. Anschließend schrumpft er Hulda Stechbarth winzig klein und kann sie so besiegen. Die Schule kann im Sinne von Otto Leonhard weiter geführt werden. Mit Hilfe eines leuchtenden Armbands merkt Felix schließlich, dass er  nicht in Melanie, sondern in Wirklichkeit in Ella verliebt ist und die beiden kommen zusammen. Bevor sie sich küssen, schrumpft Felix durch die vierte Wand scheinbar die Filmzuschauer klein.

## Hintergrund
Die Dreharbeiten fanden, innerhalb von 42 Tagen, zwischen August und Oktober 2019 in Deutschland, Belgien, Wien, Niederösterreich und Südtirol statt. Unterstützt wurde der Film vom Österreichischen Filminstitut, vom Filmfonds Wien, Filmstandort Austria, vom Land Niederösterreich, der deutschen Filmförderungsanstalt, dem deutschen Filmförderfonds, dem FilmFernsehFonds Bayern, der Film- und Medienstiftung NRW, der IDM Film Commission Südtirol und der Screen Flanders Belgien.

## Kritik
Der Filmdienst urteilt, der „In dem als Coming-of-Age-Komödie angelegten Kinderspaß aus Comedy, Fantasy, Abenteuer und Spukhausstory geht es ums erste Verliebtsein, Freundschaft und Vertrauen. Allerdings braucht der Film lange, bis er in die Gänge kommt, punktet dann aber zumindest mit Action und einigen originellen Tricks“.